# نیترووازودیلاتور
نیترووازیدیلاتور (به انگلیسی: Nitrovasodilator) (ترجمه تحت‌اللفظی آن "نیترو-اتساعگر" است) عامل دارویی است که با اهدای نیتریک اکسید (NO)، موجب اتساع رگ (وازودیلاسیون، بازشدن رگ خونی) گشته، و اغلب برای درمان و پیشگیری از آنژین صدری استفاده می شود.
این گروه از داروها شامل نیترات های (استرهای نیتریک اسید) نیتریک اسید اند، که در نهایت درون بدن به NO و برخی مواد دیگر تبدیل می گردند.